# Guerra maia
Embora a Civilização Maia já tenha sido considerada pacífica, as teorias atuais enfatizam o papel da guerra inter-grupos como um fator para o desenvolvimento e perpetuação da sociedade. Os objetivos e motivos das guerras na cultura maia não são completamente compreendidos, no entanto estudiosos desenvolveram modelos para a Guerra Maia com base em várias linhas de evidência, incluindo defesas fortificadas em torno de complexos estruturais, representações artísticas e epigráficas de guerra, e a presença de armas como lâminas de obsidiana e pontas líticas de projéteis no registro arqueológico. A guerra também pode ser identificada a partir de restos arqueológicos que sugerem uma ruptura rápida e drástica em um padrão fundamental devido à violência.
Políticas maias envolvidas em guerras violentas pelo controle político de pessoas e de recursos. Alguns estudiosos sugeriram que a captura de vítimas para o sacrifício era uma força motriz por trás da guerra. Entre os recursos mais críticos estavam a água e a terra agricultável. O controle econômico de recursos como a obsidiana também aumentou a concorrência entre os grupos. À medida que esta linha de atuação se tornava cada vez mais sucedida, ela também se tornava mais complexa. Isso levou a uma maior eficiência na aquisição e manutenção de recursos valiosos, especialmente por meio da força militar. O crescimento populacional aumentou a concorrência entre os grupos, resultando no aumento dos níveis de violência.

## Raízes ideológicas, táticas, organização e armamento

### Ideologia
A guerra foi provavelmente uma força motriz da mudança cultural. Embora os líderes em guerra, sem dúvida, se beneficiassem materialmente, um dos principais objetivos pode ter sido adquirir vítimas para o sacrifício.  O sacrifício não só legitimava o governante intimidando rivais e amedrontando os cidadãos, como também era associado a conceitos de fluidos sagrados e à passagem do tempo. A guerra é aludida à mitologia do Popol Vuh, que descreve o sacrifício através da decapitação. Certos eventos, como a morte de um líder ou o nascimento de um herdeiro, podem ter exigido sacrifício.

### Táticas e organização
Pouco se sabe sobre como os antigos Maias planejaram e coordenaram seus ataques. No entanto, observou-se que as cidades maias mantinham alguma distância entre si e seus inimigos com uma distância média estimada de 55 km (cerca de dois a oito dias de viagem) entre os principais assentamentos.
Isso pode apoiar a teoria de que a guerra foi travada pela e para as elites; ou seja, a nobreza maia e não-maia, devido as longas distâncias que tiveram que ser percorridas entre as cidades. Uma estimativa coloca cerca de 500-1000 homens no campo de batalha em cada lado do conflito no máximo com base em estimativas sobre a logística da viagem, como quantidade de peso a ser transportada e quantidade de comida necessária para a viagem.
Acredita-se que os inimigos atirassem projeteis de longo alcance, então à medida que as tropas avançassem uns sobre os outros, a formação provavelmente afrouxasse, permitindo que indivíduos tentassem fazer proezas pessoais de bravura. O corpo principal da população não atuava na maioria dos conflitos, a menos que envolvesse a derrubada de um governante.
A organização militar não está clara. A liderança parece ter sido incorporada principalmente no Halach Uinik, o ajaw ou senhor de cada unidade geopolítica, conhecido como batab.
Embora os Maias tivessem tecnologia de projéteis, como o atlatl e a lança, grande parte da luta real foi feita a curta distância com "empurrando, esfaqueando e esmagando". As armas eram fabricadas principalmente a partir de obsidiana e cherte, sendo as de obsidiana as mais afiadas (mas mais frágeis). Lascando cherte ou obsidiana para fazer pontas de projéteis bifaciais que eram presos a dardos atlatl, lanças e flechas era a tecnologia dominante. Embora arcos e flechas fossem usados, lanças e macuahuitl eram muito mais comuns.  Além disso, a pedra lascada era comum em facas de combate corpo-a-corpo.

## Sítios arqueológicos com evidências de guerra

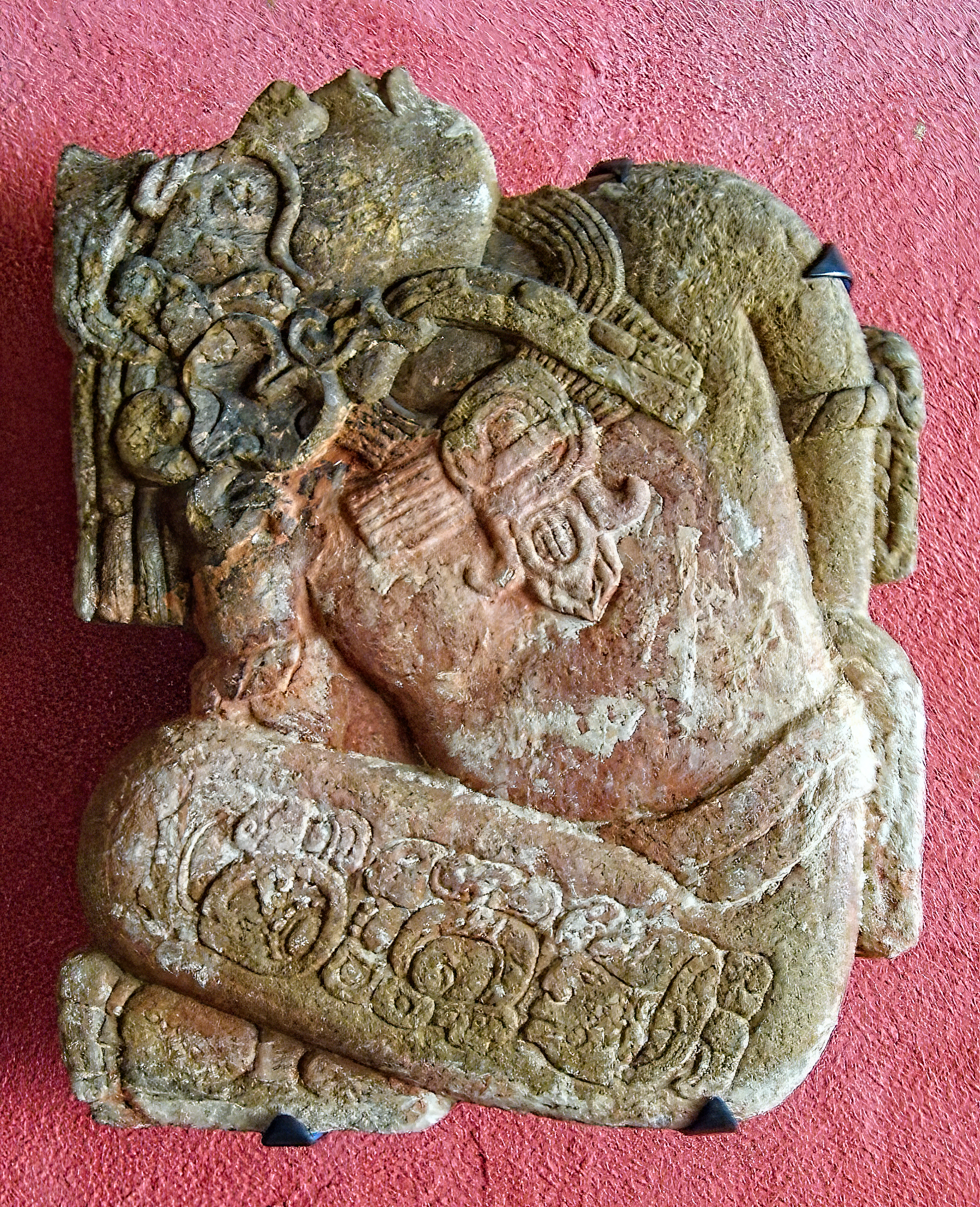
Escultura de um prisioneiro de guerra Maia no Museu de Toniná

### Mayapan
Localizado no estado mexicano de Iucatã, Mayapan é considerado um dos últimos grandes assentamentos maias pré-colombianos. O local tinha uma parede defensiva em torno da estrutura, e um incêndio violento foi a causa da queda, como evidenciado por restos queimados.

### Aguateca
Aguateca é um sítio arqueológico localizado no departamento de El Petén, no sudoeste da Guatemala. Aguateca foi membro de uma federação chamada Estados Petexbatún junto com os governos de Seibal, Itzan, Dos Pilas, Cancuén, Tamarindito, Punta de Chimino e Nacimiento.
A cidade foi construída em uma escarpa de 90 metros com fortificações defensivas ao redor da cidade. Restos arqueológicos, juntamente com a epigrafia e a iconografia no local revelam uma expansão do poder e influência militar da Aguateca pela dinastia dominante durante o século VIII, um período conhecido pela guerra endêmica na região. Durante este tempo, 4 km de paredes defensivas foram construídas às pressas concentricamente ao redor do local.
Entre as armas encontradas no local estão pontas de cherte e obsidianas bifaciais, e pequenos pontas que provavelmente foram usados como pontas de flecha. Pontas de lança de obsidianas, que foram encontradas abundantemente em todo o local, eram a principal arma usada. Outras armas incluíam dardos e dardos atlatl.
O site revela uma característica fundamental da guerra maia - que é o envolvimento das elites reais na fabricação e execução da guerra. Por exemplo, 30-40 pontas bifaciais de cherte quebradas foram encontrados nas residências reais de Aguateca, juntamente com pequenas britas resultado de pontas bifaciais quebradas. Todos estes restos bifaciais de obsidianas foram encontrados em em locais frequentados pela elite. Isso serve como evidência para a hipótese de que governantes, escribas e artesãos em Aguateca eram a força guerreira.
A cidade foi capturada e destruída aproximadamente 810 d.C.. A captura levou a rápida evacuação em massa da cidade, como demonstrado pela infinidade de restos deixados no local. Parece que o objetivo da captura era acabar com a influência de Aguateca, não ocupar a cidade ou tomar seu poder.

### Colha

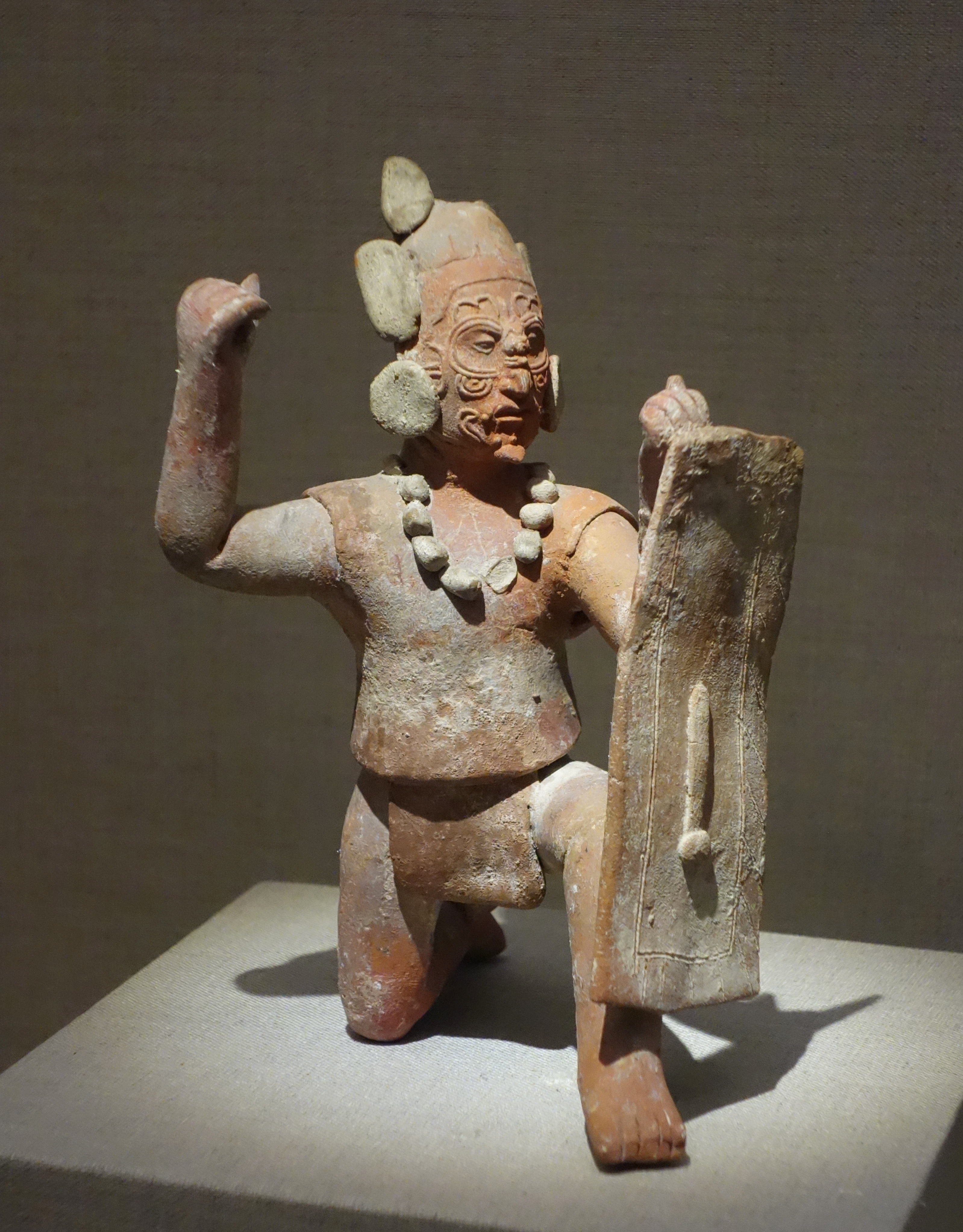
Uma estatueta de guerreiro Maia com cicatrização facial, 600-800

Colha está localizada no centro-norte de Belize, cerca de 52 km ao norte da cidade de Belize, em uma área rica em cherte, Colha oferece um olhar aprofundado sobre a guerra maia e as politizações colapsadas durante o período clássico terminal . Colha está associada à extensa produção de líticos que vão desde o início do Clássico até o Pós-Clássico. Uma enorme pedreira cherte fica perto de Colha, facilitando a produção de muitos líticos em cherte. Além disso, os artefatos de cherte feitos em Colha se espalharam para outras regiões, como o Pântano Pulltrouser. Esses artefatos foram então reformados e reutilizados em cada região.  O local foi capturado e depois abandonado durante o período Clássico terminal. A desocupação do local contém insights sobre as motivações materiais para a guerra maia e sua estratégia militar. Entre os restos arqueológicos está o Poço do Crânio de Colha, que continha os restos de 30 crânios humanos. O Poço do Crânio é particularmente incomum porque os rostos dos indivíduos foram esfolados antes da decapitação. A pele foi removida ao redor da caixa craniana, das bordas orbitais, da abertura nasal externa, de dentro do ramo da mandíbula e ao longo da borda inferior da mandíbula. Embora este padrão seja encontrado em todo o mundo, é incomum no ritual maia.
Outra vala comum em Colha foi encontrada com características incomuns para um túmulo maia. Isso sugere que não era um ritual ou túmulo sacrificial, mas foi cavado durante a captura de Colha. Embora o local já fosse um importante local de produção de líticos, os restos arqueológicos mostram um aumento exponencial no volume de lâminas com hastes produzidas, que serviram como a principal arma na região. Isso, juntamente com o grande volume de restos humanos encontrados dentro das paredes defensivas, sugere que talvez os habitantes estavam preparados para uma invasão. Esses restos indicam que a captura de Colha foi um movimento estratégico para cortar o fornecimento de armas.

### La Blanca
A acrópole do local do período Clássico em La Blanca em El Petén produziu evidências sugestivas de guerra. Durante o período Clássico tardio parece ter havido maior acesso público à acrópole, com escadas se comunicando entre os vários terraços que levam até a faixa sul.  Durante o período Clássico terminal, essas escadas foram preenchidas, assim como muitas das portas de acesso à própria acrópole, com alguns edifícios sendo totalmente lacrados.  Esse fechamento do acesso público ao palácio reflete a maior instabilidade política que envolve toda a região de El Petén neste momento. O complexo acrópole foi abandonado pela elite da cidade no Clássico terminal, uma época em que a maior parte do centro da cidade foi abandonada por seus moradores. Muitas pontos de projéteis de pedra foram recuperados dos terraços sul da acrópole, isso combinado com os restos de dois indivíduos muito perto da superfície indica que um confronto violento ocorreu na época em que a cidade foi abandonada.

### El Caracol
El Caracol, localizada no distrito de Cayo, no oeste de Belize, tem sido estudada por Diane e Arlen Chase desde a década de 1980. Eles identificaram pelo menos 33 eventos de guerra individuais envolvendo Caracol com base na epígrafe do local. Desde o período Clássico tardio começando por volta de 550 d.C. até o período Clássico terminal após a 790 d.C., Caracol se envolveu em uma série de guerras com políticas vizinhas como Tikal, Palenque, Naranjo e Ucanal. Em suas primeiras guerras com Tikal, El Caracol foi vitorioso, deixando a produção de monumentos inscritos e restringindo padrões de assentamento em Tikal por 120 anos, enquanto Caracol se expandia.  Naranjo também foi derrotado por Caracol - os monumentos parecem mostrar os reis de El Caracol em Naranjo. Com base nas distâncias entre as cidades (Naranjo está exatamente a meio caminho entre Tikal e El Caracol, 42 quilômetros em qualquer direção), as perseguições sugerem que a conquista de Naranjo permitiu El Caracol derrotar e dominar Tikal por um longo período.

### Becan
O trabalho de David L. Webster em Becan, no centro de Iucatã, encontrou uma vala com as ruínas de um aterro que apoiava o muro interno ao redor do centro cerimonial. Webser notou que, embora a população em Becan fosse provavelmente muito menor do que a de Mayapan, o material se era utilizado para este muro era muito maior em volume.

### Tikal
A descoberta em 1966 de uma terraplanagem de 9,5 quilômetros ao norte do centro de Tikal ajudou muito a dissipar a noção de que os Maias eram pacíficos. A posterior reavaliação das evidências sugeriu que a terraplanagem, que foi construída em algum momento entre 400 d.C. e 550 d.C., pode nunca ter sido um sistema defensivo funcional.  No entanto, dados epigráficos mostram que Tikal participou de interações violentas com outras cidades, incluindo Caracol (ver acima).

## Representações na epigrafia maia

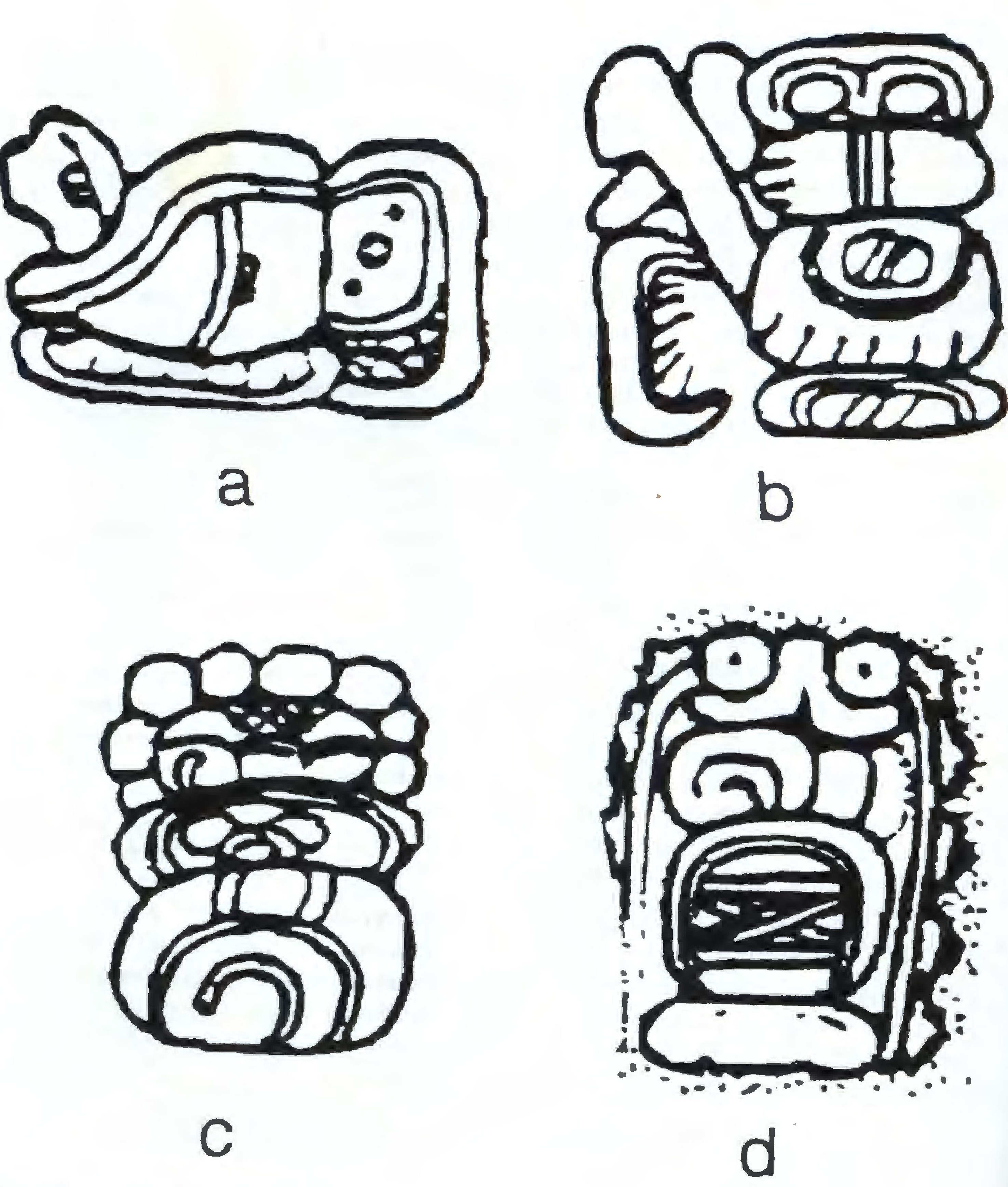
a). chucʼah -- b). chʼak -- c). hubi -- d). guerra estrela
fonte Ancient Mesoamerican Warfare, p 174.

Estudiosos identificaram quatro exemplos de hieróglifos maias que se referem a diferentes tipos de guerra maia. Há uma variação considerável e outros glifos também se relacionam com a violência, mas estes são os mais geralmente identificáveis.

### Chuc'ah (Captura)
Esse glifo foi identificado pela primeira vez em 1960. Geralmente representa um indivíduo ou indivíduos vinculados. Há algum debate sobre se as figuras representam a captura de pessoas específicas ou simbolizam cidades ou grupos políticos.

### Ch'ak (Decapitação ou "evento machado")
O glifo Ch'ak é interpretado como uma decapitação (presumivelmente de um indivíduo importante) ou uma grande batalha. Eles parecem ser importantes para o vencedor, mas não se referem à destruição completa do perdedor e, na maioria dos casos, podem não ter afetado muito o grupo derrotado.

### Hubi (Destruição)
Este glifo parece referir-se à "realização de metas e objetivos específicos na guerra". É frequentemente usado em referência às guerras entre Naranjo e Caracol.

### Evento "Guerra Estrela" ou "Guerra Concha"
A guerra nas estrelas é interpretada como o tipo mais importante de evento de guerra representado no registro iconográfico. Representa uma grande guerra resultando na derrota de um grupo por outro. Isso representa a instalação de uma nova linha dinástica de governantes em um local, domínio completo de um local sobre outro ou uma guerra de independência bem-sucedida por um local anteriormente dominado.

## Guerra como causa do colapso maia
A guerra endêmica é frequentemente citada como a causa do colapso ou desaparecimento da civilização maia e do abandono do que agora são ruínas. Embora a guerra certamente tenha desempenhado um papel na transição para o período Terminal ou Pós-clássico, a superpopulação, a degradação ambiental e a seca desempenharam um papel na mudança da sociedade maia. A informação arqueológica mais detalhada sobre este fenômeno vem de sítios do estado de Petexbatún e investigações mais recentes no sítio Río Pasión de Cancuén.